# Derancistrus anthracinus
Derancistrus anthracinus är en skalbaggsart som först beskrevs av Charles Joseph Gahan 1890.  Derancistrus anthracinus ingår i släktet Derancistrus och familjen långhorningar.
Artens utbredningsområde är:
- Kuba.
- Haiti.

Inga underarter finns listade i Catalogue of Life.